# 康拉德·阿登纳号飞机
康拉德·阿登纳号（德語：Konrad Adenauer）是德国联邦国防部飞行值勤队迄今三架行政專機的統稱，供德国联邦总统、联邦总理以及联邦部长出國外訪時使用。它是以德意志联邦共和国第一任总理康拉德·阿登纳所命名。

## A310的康拉德·阿登纳号时期（1990年－2011年）

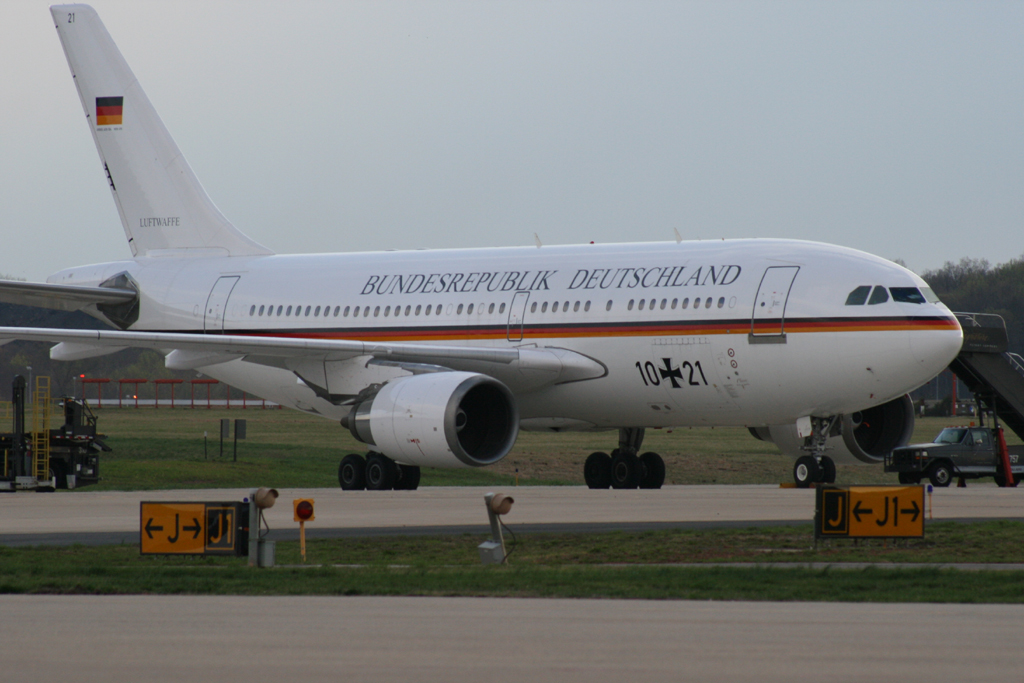
康拉德·阿登纳号（10+21）于2007年

第一代康拉德·阿登纳号是一架注册号为10+21的空中客车A310-304，并像它的姊妹机“特奥多尔·怀斯号”(10+23)一样用作政府的VIP运输，取代原有的波音707專機暨空中加油機。这架飞机是在东德于1989年结束后从东德国际航空收购而来，并转换为议会政体的飞行服务使用。其外部饰样也相当的简单：最初是白底配以蓝条纹和“德国空军（Luftwaffe）”的字样，随后则改用白底配以德国国旗色的窄带。在2011年2月的利比亚内战爆发后，有来自15个国家的侨民搭乘康拉德·阿登纳号撤离利比亚。
2011年4月，这架飞机在服务了超过20年后正式退役，并将相同的名称替换至一架空中客车A340-313之上。废弃的飞机则被移交至联邦资产管理企业Vebeg进行出售。
由于A340所要求的跑道长度较长，这使得联邦总理安格拉·默克爾在她于2011年10月的亚洲之行期间不得不依靠此前已正式退役的首架康拉德·阿登纳号飞往乌兰巴托的成吉思汗国际机场。从那时起，这架无命名和实际上已经报废的旧飞机又继续服役直至2014年。這架最早服役于東德航空的A310最終被改為失重試驗機。

## A340的康拉德·阿登纳号时期（2011年－2022年）

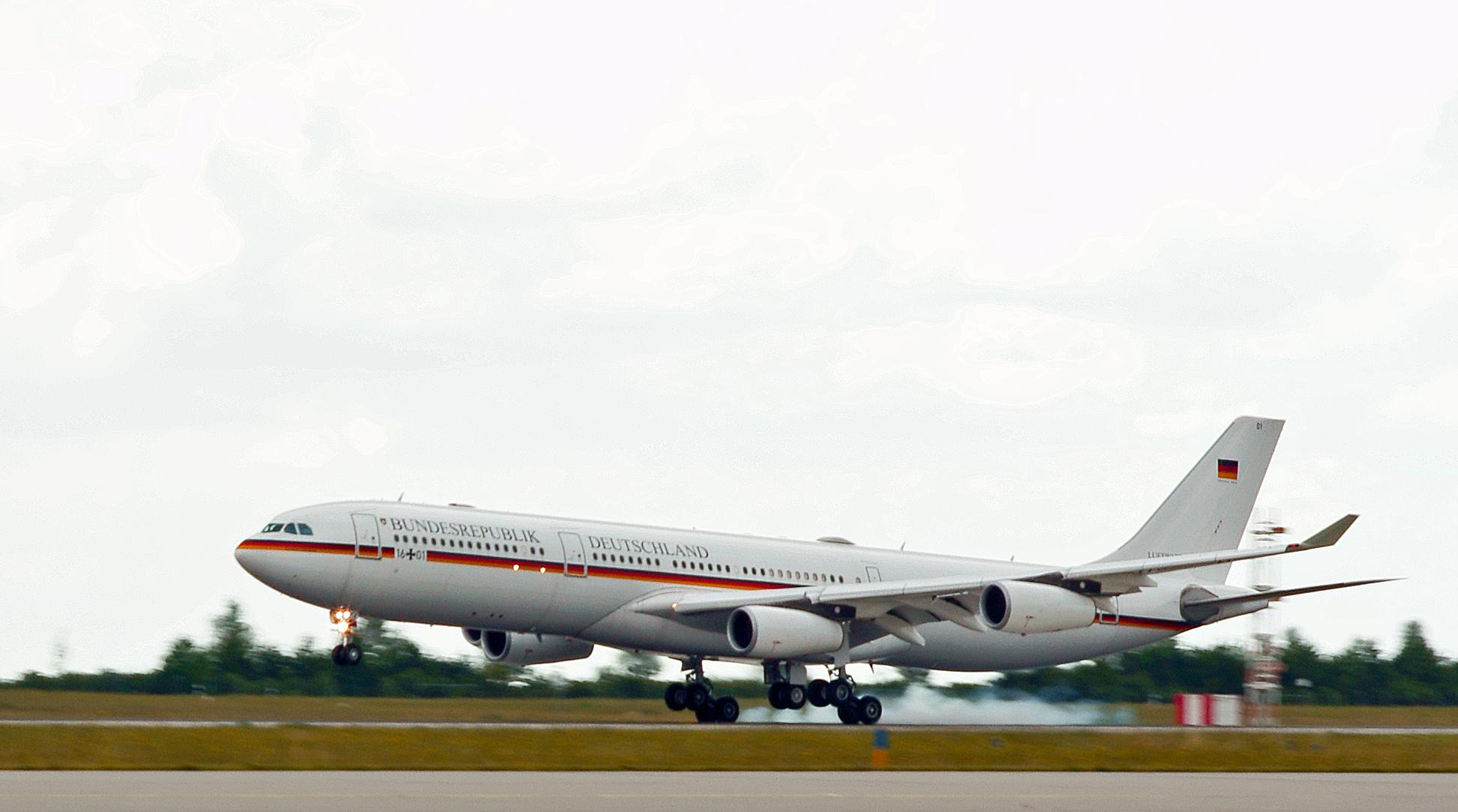
第二代康拉德·阿登纳号（16+01）于2011年7月1日降落在莱比锡/哈雷机场

第二代康拉德·阿登纳号為一架空中客车A340-313型客机，由德国联邦国防部在2009年从前东家汉莎航空收购而来。这架远程飞机在汉莎服役时的编号为D-AIGR，是空中客车制造的第2,000架飞机，1999年5月18日交付汉莎航空，在执飞了10多年的正规定期航班后，由汉莎技术公司在汉堡进行了为期21个月的行政专机改造，並於2011年4月交付。改造后，第二代康拉德·阿登纳号的最大不经停航程达13,500公里，可搭载143名乘客。同时，飞机除配备空中医院外还设有各种自我保护装置。在2013年中期又于美国进行了一项以激光为基础的防御系统升级，以对抗红外制导导弹。
在由联邦国防军进行飞行测试时，这架“新”康拉德·阿登纳号的标记为98+47，而自转配至驻科隆/波恩机场的联邦国防部飞行值勤队后，它又以16+01的编号注册。
由於第三代康拉德·阿登纳号的首架備用機於2020年8月交付，後備專機16+02於同年9月得以入廠維修，及後再度復出。至2022年11月，隨著第三代康拉德·阿登纳號正式完成改裝及投入服務，16+01亦正式退役。

## A350 XWB的康拉德·阿登纳号时期（2020年－至今）

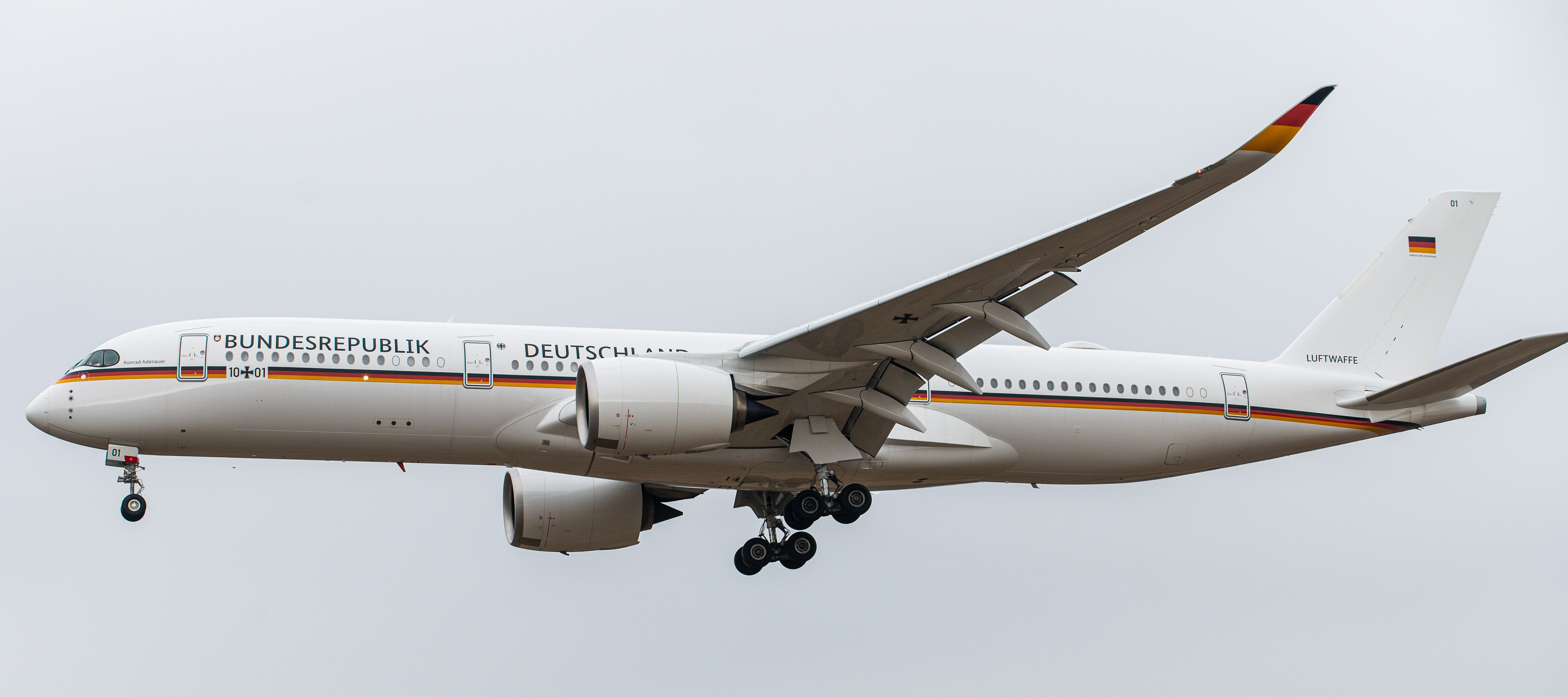
第三代“康拉德·阿登纳号”10+01（2023年2月攝）

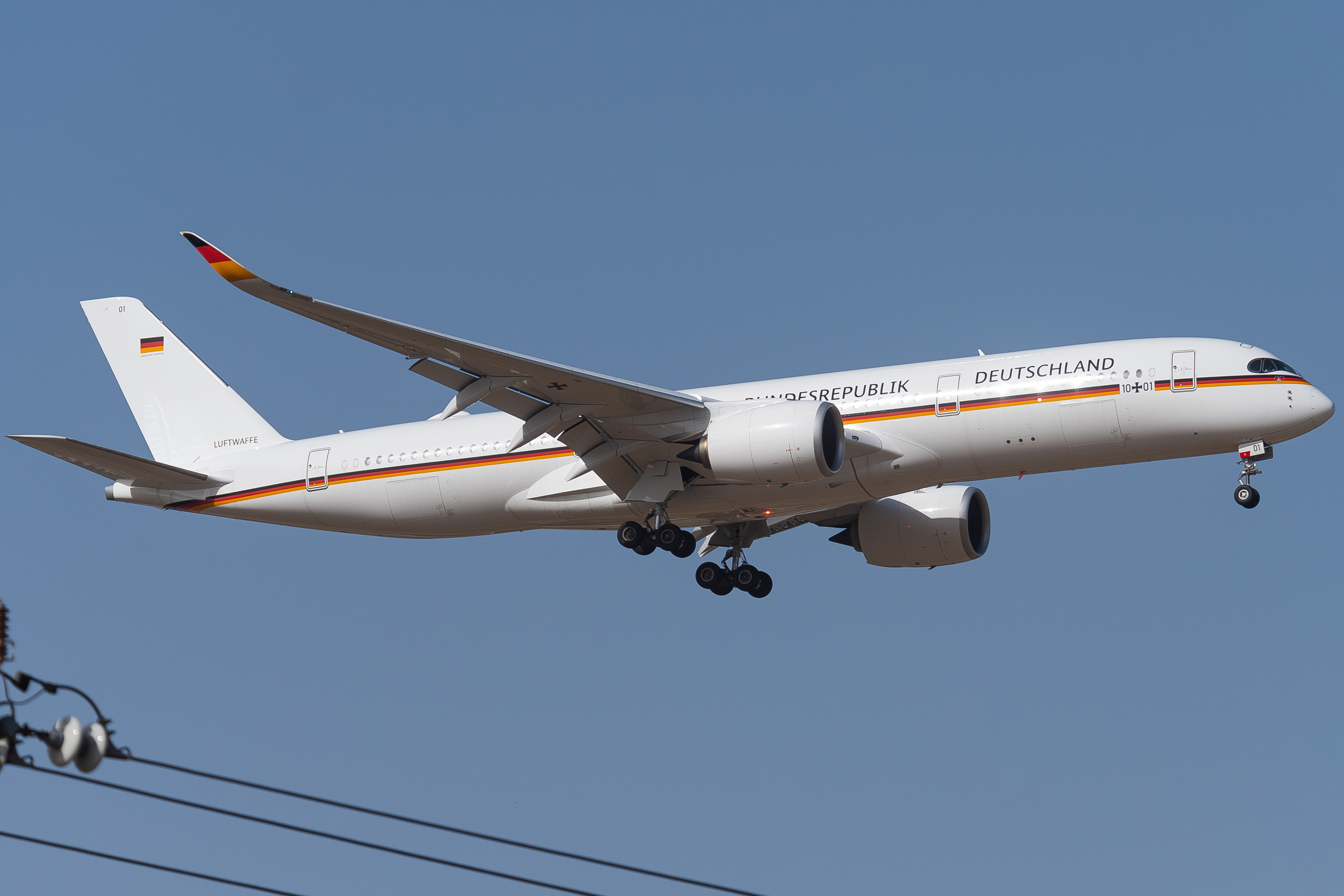
第三代“康拉德·阿登纳号”10+01（2023年4月摄）

由於原有的A340專機老化，導致機破頻率上升，德國聯邦國防部遂下訂三架ACJ350作替代，價格為12億歐元，亦是首張成功進入交付階段的ACJ350訂單。生產序號為416的首架備份機「庫爾特·舒馬赫號」已於2020年3月21日首飛，其後於漢莎工程進行改裝，並在同年8月20日交付德國空軍作後備專機之用。該專機編號為10+03。及後，生產序號分別為468、526的第二（即狹義的第三代康拉德·阿登纳号）、第三架（命名為「特奧多爾·豪斯號」）飛機，亦分別在同年11月18日及翌年9月27日首飛，並沿襲原先由波音707加油機暨專機使用的編號10+01及10+02；該等飛機塗裝上的國號字體首次採用无衬线体，而非以往的Times New Roman字體。
第三代康拉德·阿登纳号航程長達20,000公里（較先前航程最長的KC-10加油機還要多出2,000公里），在波音777X公務機版本開訂前，是世界上航程最長的飛機及行政專機。
在專機10+01及10+02交付前，10+03後備專機暫時採用全經濟艙內裝，其後才再改造為專機標準內裝。
2022年11月16日，第三代康拉德·阿登纳号完成改裝入役，正式取代A340成為德國政府專機。

## 意外事件
在16+01于2011年5月31日的首航便卷入了一次外交争端：飞机在前往印度的途中被伊朗拒绝飞越领空。此时机上搭载有德国总理安格拉·默克尔和一个代表团，它最初不得不掉头并在伊朗领空维持了两个小时的盘旋，直至被授予继续飞行的许可。德国外交部为此特别传召了伊朗驻德大使。据伊朗大使阿里雷扎·谢赫·阿塔尔声称，问题是由飞机驾驶员所导致，他在当时发送了一个错误的呼号。